# Sebastián Jiménez
Sebastián Jiménez Evans (Santiago, 16 de abril de 1971), también conocido coloquialmente por el sobrenombre de Lindorfo, es un médico veterinario y presentador de televisión chileno.

## Carrera mediática
Inició su carrera profesional como médico veterinario, egresado de la Universidad de Chile, y tiempo después, en esa condición, fue invitado por Canal 13, donde hizo apariciones en el programa La mañana del 13 conducido por Paulina Nin de Cardona, dando consejos sobre tratamiento y cuidados para animales domésticos. Pasado el tiempo, serían Mega y Kike Morandé quienes lo enrolarían para participar en el programa Morandé con compañía, realizando la misma labor.
En junio de 2002, se produciría su debut como presentador de televisión, cuando la productora Kike 21 crea el programa La ley de la selva (transmitido por el mismo canal), donde se desempeñó como veterinario y animador, también fue coanimador del ya mencionado programa de Morandé con compañía y ha aparecido en varios programas en aquel canal. Permaneció ahí hasta fines de 2008 cuando no renovó contrato, para luego regresar (pero esta vez en calidad de conductor) al matinal de Canal 13, Viva la mañana. Allí formaría pareja televisiva con la periodista Fernanda Hansen. 
Pero el matinal no sería lo único realizado por este médico veterinario en su etapa como animador en la estación católica, pues a mediados de ese mismo 2009, Jiménez empieza a conducir un nuevo programa de Canal 13 llamado Annimales, donde nuevamente se desempeña como veterinario. 
Para inicios de 2010 condujo junto a Pamela Díaz un programa relacionado con el Festival de Viña del Mar llamado Fanáticos de Viña, donde recordaban los mejores momentos del Festival de Viña. En diciembre de 2010 no renovó contrato con Canal 13.
En 2011 conduce el reality show de TVN, El experimento junto a Isabel Fernández cuya característica principal era ser pionero en la transmisión en vivo en línea las 24 horas del día. Ese mismo año tuvo participaciones esporádicas en el programa matinal de la estación estatal, Buenos días a todos. 
En 2012 participa en la producción de National Geographic Channel, Doctor Vet Latinoamérica, espacio donde se desarrolla como conductor y donde ejerce su labor de médico veterinario.

## Apariciones en medios

### Televisión
| Año           | Programa             | Rol                         | Canal               |
| ------------- | -------------------- | --------------------------- | ------------------- |
| 2000-2001     | La mañana del 13     | Presentador                 | Canal 13            |
| 2002-2008     | La Ley de la Selva   | Presentador                 | Mega                |
| 2002-2008     | Morandé con compañía | Presentador                 | Mega                |
| 2009-2010     | Viva la mañana       | Presentador                 | Canal 13            |
| 2009-2010     | Annimales            | Presentador                 | Canal 13            |
| 2010          | Fanáticos de Viña    | Presentador                 | Canal 13            |
| 2011          | Un minuto para ganar | Participante                | TVN                 |
| 2011          | El experimento       | Presentador                 | TVN                 |
| 2011          | Buenos días a todos  | Participaciones esporádicas | TVN                 |
| 2012          | Doctor Vet           | Presentador                 | National Geographic |
| 2015          | Kunga                | Presentador                 | TVN                 |
| 2018-         | Mamá Al Cien         | Presentador                 | TV+                 |
| 2019          | Doctor Vet           | Presentador                 | TV+                 |
| 2024 presente | Buenos días a todos  | Participaciones esporádicas | TVN                 |

### Radio
| Año       | Programa          | Rol         | Emisora            |
| --------- | ----------------- | ----------- | ------------------ |
| 2004-2005 | De Chincol a Jote | Presentador | El Conquistador FM |
| 2013-2018 | Nunca es tarde    | Presentador | Romántica FM       |